# International Microbiology
International Microbiology é um periódico científico com revisão por pares publicado pela Springer e o jornal oficial da Sociedade Espanhola de Microbiologia. A revista publica artigos sobre todos os aspectos da microbiologia, incluindo microrganismos eucarióticos, e tem como objetivo avançar e disseminar pesquisas nos campos da microbiologia básica e aplicada entre cientistas de todo o mundo.
A Sociedade Espanhola de Microbiologia (Sociedad Española de Microbiología) começou a publicar um periódico acadêmico em 1934 (Microbiología Española (1947-1986) e Microbiología SEM (1986-1998), e iniciou a International Microbiology em 1998 como sucessora. A partir de 2018, é publicado pela Springer como um diário de assinatura com acesso aberto opcional, também conhecido como esquema de acesso aberto híbrido.

## Indexação
A revista está indexada em Web of Science, Scopus, Biological Abstracts, Medline e Excerpta Medica, além de outros índices mais especializados. De acordo com o Journal Citation Reports, o periódico tem um fator de impacto de 2018 de 1.256 e um fator de impacto, em 5 anos, de 1.620.